# Энвель (Верхняя Сона)
Энве́ль (фр. Ainvelle) — коммуна во Франции, находится в регионе Франш-Конте. Департамент — Верхняя Сона. Входит в состав кантона Сен-Лу-сюр-Семуз. Округ коммуны — Люр.
Код INSEE коммуны — 70008.

## География
Коммуна расположена приблизительно в 310 км к востоку от Парижа, в 70 км севернее Безансона, в 26 км к северу от Везуля.
На западе коммуны протекает река Семуза.

## Население
Население коммуны на 2010 год составляло 161 человек.
| 1962 | 1968 | 1975 | 1982 | 1990 | 1999 | 2010 |
| ---- | ---- | ---- | ---- | ---- | ---- | ---- |
| 164  | 157  | 155  | 191  | 206  | 219  | 161  |

## Администрация
| Период | Период | Фамилия        | Партия | Примечания |
| ------ | ------ | -------------- | ------ | ---------- |
| 1983   | 2001   | Клод Картиньи  |        |            |
| 2001   | 2008   | Дени Бернар    |        |            |
| 2008   | 2014   | Мари-Франс Тюэ |        |            |

## Экономика
В 2010 году среди 108 человек трудоспособного возраста (15—64 лет) 72 были экономически активными, 36 — неактивными (показатель активности — 66,7 %, в 1999 году было 68,3 %). Из 72 активных жителей работали 69 человек (35 мужчин и 34 женщины), безработных было 3 (2 мужчины и 1 женщина). Среди 36 неактивных 11 человек были учениками или студентами, 20 — пенсионерами, 5 были неактивными по другим причинам.